# Флаксланден (Германия)
Флаксланден (нем. Flachslanden) — община в Германии, в земле Бавария. 
Подчиняется административному округу Средняя Франкония. Входит в состав района Ансбах.  Население составляет 2388 человек (на 31 декабря 2010 года). Занимает площадь 41,00 км².
Община подразделяется на 15 сельских округов.

## Население
По оценке на 31 декабря 2015 года население общины Флаксланден составляет 2348 чел. 

| Дата      | 1840 | 1871 | 1900 | 1925 | 1939 | 1950 | 1961 | 1970 | 1987 | 2011 |
| --------- | ---- | ---- | ---- | ---- | ---- | ---- | ---- | ---- | ---- | ---- |
| Население | 1693 | 1857 | 1914 | 1964 | 1896 | 2637 | 2265 | 2287 | 2236 | 2346 |

| Год       | 1960 | 1970 | 1980 | 1990 | 2000 | 2009 | 2010 | 2011 | 2012 | 2013 | 2014 | 2015 |
| --------- | ---- | ---- | ---- | ---- | ---- | ---- | ---- | ---- | ---- | ---- | ---- | ---- |
| Население | 2279 | 2269 | 2198 | 2291 | 2477 | 2419 | 2388 | 2361 | 2340 | 2357 | 2338 | 2348 |